# LEDA 97372
ESO 0313-192 è una galassia a spirale situata nella costellazione di Eridano alla distanza di circa 900 milioni di anni luce dalla Terra.
È una galassia di Seyfert con la presenza di un nucleo galattico in cui è presente un buco nero supermassiccio. Le immagini acquisite dal Telescopio spaziale Hubble la mostra vista di taglio (edge-on) insieme ad un'altra galassia a spirale vicina, LEDA 859698, visibile quasi di faccia (face-on). Dal nucleo di LEDA 97372 vengono emessi due potenti getti di onde radio, visibili in immagini composite in varie lunghezze d'onda dello spettro.

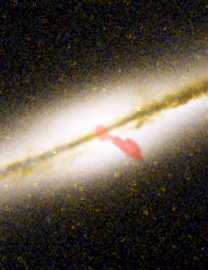
Immagine composita di ESO 0313-192 che mostra l'emissione di getti di onde radio